# 4ever (dal)
A 4ever egy Max Martin és Lukasz Gottwald által szerzett dal a The Veronicas debütáló, The Secret Life of… című albumáról. A lemez első kislemezeként jelent meg 2005. augusztus 15-én CD kislemez formájában. Az AEIA listáján második lett, Új-Zélandon hetedik.
Az Egyesült Államokban az Archie képregényben promotálták a kislemezt 2006-ban, egy kóddal ingyenesen le lehetett tölteni MP3 formátumban a dalt. A Laguna Beach: The Real Orange County egyik epizódjában is játszották a felvételt, illetve Ashley Tisdale Picture This című filmjének 2008-as előzetesében is.
A 4ver 2009 nyarán jelent meg az Egyesült Királyságban. A Hook Me Up című album brit változatán is helyet kapott. A brit kislemezlista 197. helyén debütált 2009. szeptember 28-án, majd 17. lett. Az Egyesült Államokban a Hook Me Up harmadik kislemezeként jelent meg. A brit és amerikai változat újra felvett vokálokat tartalmaz. Egy 2009-es videóklipben is az új változatot játszották le.

## Dalszerzés
A 4evert Lukasz Gottwald és Max Martin szerezte, producerei is ők voltak. Egy interjúban Lisa elmesélte az ötleteket, melyek eredménye lett a dal:
„Szerintem ez egy igazán vidám dal. Remek gitárhangzása van, és az üzenet mögötte nem túl kemény. Arról szól, hogy éljünk a pillanatnak, megfeledkezve aggodalmainkról, majd felkelünk és táncolunk. Továbbá egy kicsit pimasz, amit nagyon szeretünk!”
A dal eredeti változatát 2005-ben vették fel. 2009-ben újradolgozták a számot, mivel az Egyesült Királyságban és Írországban második kislemezük lett. Jess így jellemezte az új változatot:
„A 4ever felvétele óta az együttes fejlődött, frissíteni akartuk a dalt, […] több gitárral és új vokállal vettük fel, hogy felhozzuk arra a szintre, ahogy előadjuk élőben.”

## Kereskedelmi fogadtatás
A 4ever először Ausztráliában jelent meg 2005. augusztus 15-én, az ARIA kislemezlistájának ötödik helyén debütálva. Tizenegy héten át maradt a top 10-ben, legjobb helyezése második lett. A dal Ausztráliában 75 000 eladott példány után platina minősítést szerzett. Új-Zélandon 7. lett a felvétel. Hét hetet töltött a dal a top 10-ben, a listán összesen 23 hétig szerepelt.
Az Egyesült Államokban a Hot Dance Club Play listáján jelent meg 20. helyezéssel 2005. december 17-én. A Pop 100 kislemezlistán 88. lett. 2006-ban 12. lett a Bubbling Under Hot 100 Singles listán, viszont a Hot 100 nem jutott be.
Európában mérsékelt sikereket ért el a szám, Ausztriában, Belgiumban, Németországban, Olaszországban, Svájcban és Hollandiában jutott be a top 40-be.
2009 végén az újra kiadott változatt az Egyesült Királyságban és Írországban jelent meg a dal az Untouched után a Hook Me Up című album második kislemezeként. 17. lett a dal a brit kislemezlistán.  Négy hétig maradt a listán, majd fokozatosan visszaesett a 49. helyre. Írországban 20. helyről indult, és négy hétig maradt a kislemezlistán.

## Videóklipek
Három videóklipet készítettek a 4ever című dalhoz. 2005-ben kettőt forgattak: egyet az Ausztrál sikereket, a másik az Egyesült Államok számára. Később 2009-ben egy újabb klip készült az Egyesült Királyságnak.
Az ausztrál verzió megnyerte a legjobb videónak járó díjat az MTV Australia Video Music Awardson.

### Ausztrál változat (2005)
A videó ausztrál változatát Los Angelesben forgatták 2005-ben. 
A kisfilm éjjel készült, Lisa, Jess és egy férfi felmásznak egy háztetőre, ahol egy medencébe ugranak, a dalt énekelve. A második jelenetben szórakozó emberek társaságában sétálnak.

### Amerikai változat (2005)
Az amerikai változatban különböző hotelszobákban sétálnak a lányok, majd kocsit vezetnek a város utcáin.

### Brit változat (2009)
2009. július 1-jén Jess bejelentette Twitteren, másnap új klipet forgatnak Los Angelesben. Kenneth Cappello rendezte a videót, akivel az MTV egyik fotózásán találkoztak. A lányok így vélekedtek a közös munkáról:
„Nagyon izgatottak voltunk, hogy Kenneth-hel dolgozhattunk […] Éreztetni akartuk a dal energiáját izgalmas vizualitással és határozott effektekkel.”
A kisfilm 2009. augusztus 11-én jelent meg. Egy házibulin szórakoznak a lányok a videóban, ahol az együttes mellett előadják a számot. A videóban a dal egy frissebb változata hallható, új vokállal és hangszerekkel.

## Feldolgozások
- A False Start készített egy feldolgozást.
- A The Vines a No Man's Woman című gyűjteményalbumra vette fel saját változatát. Egy lassabb, balladaszerű változatot készítettek.
- The Real Booty Babes egy dance-pop feldolgozást adott ki kislemezként.

## Élő előadások
A dalt többek között a Sunrise című televíziós műsorban adták elő, a TodayLive at the Chapel, Live at the Chapel, TRL (Olaszország és Ausztrália), CD:USA és 2005 NRL Grand Final nevezetű rendezvények mellett. A Sessions@AOL című középlemezükre is előadták a dalt, és az MTV.com Live számára is elénekelték. 2009-ben a BBC Radio 1 műsorában is megjelentek a számmal.

## Megjelenési forma és számlista
CD kislemez
1. 4ever – 3:30
2. How Long – 3:52
3. Did Ya Think – 2:45

Amerikai promo maxi kislemez
1. 4ever (Claude Le Gache extended vocal) – 7:16
2. 4ever (Morel's Pink Noise mix) – 7:07
3. 4ever (L.E.X. PCH mix) – 9:32
4. 4ever (E Smoove club) – 7:36
5. 4ever (Mac Quayle Break mix) – 7:21
6. 4ever (Claude Le Gache mixshow) – 5:40
7. 4ever (Claude Le Gache dub) – 7:17
8. 4ever (Morel's Pink Noise dub) – 7:08

Digital download EP (20 December 2005)
1. 4ever (Claude Le Gache extended edit) – 4:54
2. 4ever (Morel's Pink Noise edit) – 4:57
3. 4ever (E Smoove club edit) – 4:57
4. 4ever (Lex PCH club edit) – 4:53
5. 4ever (Mac Quayle Break edit) – 4:55

### 2009-es újrakiadás
Digitális EP
1. 4ever – 3:29
2. 4ever (Jason Nevins remix) – 7:27
3. 4ever (Cicada remix) – 6:12

## Megjelenések
| Ország             | Dátum                                | Kiadó        | Formátum               |
| ------------------ | ------------------------------------ | ------------ | ---------------------- |
| Ausztrália         | 2005. augusztus 15.                  | Sire Records | CD                     |
| Egyesült Államok   | 2005. augusztus 30.                  | Sire         | Rádió                  |
| Egyesült Királyság | 2009. szeptember 28.                 | Sire         | Letöltés / CD kislemez |
| Egyesült Államok   | 2009. október 26. (2009-es változat) | Warner Bros. | Rádió                  |
| Egyesült Államok   | 2009. november 3. (2009-es változat) | Warner Bros. | Letöltés               |